# Carex hispida
Carex hispida là một loài thực vật có hoa trong họ Cói. Loài này được Willd. ex Schkuhr mô tả khoa học đầu tiên năm 1801.